# Хуберт Хуркач
Хуберт Хуркач (на полски: Hubert Hurkacz) е полски тенисист.

## Биография
Хуберт Хуркач е роден на 11 февруари 1997 г. в Вроцлав, Полша, в семейството на Зофия Малишевска-Хуркач и Кшищоф Хуркач, като първото от две деца. По-малката му сестра Ника е с десет години по-малка от него и също играе тенис. Хуберт Хуркач израства в семейство на спортисти, майка му е шампионка по тенис за юноши в Полша, а един от чичовците му Томаш Малишевски, играе тенис професионално. Дядо му е бил волейболист на международно ниво. 
Хуберт Хуркач започва да играе тенис на петгодишна възраст, като майка му го запознава със тениса, докато тренира. Майка му и баща му са първите му учители, но по-късно той се записва на уроци и започва да играе по-последователно. Заинтересува се от професионалния тенис, след като гледа Роджър Федерер по телевизията. Той заявява, че ако тенисът не е неговото бъдеще, би се занимавал или с баскетбол, или с моторни спортове, или да продължи образованието си. До 2014 г. Хуркач се утвърждава като член на групата на най-талантливите млади полски тенисисти по това време, заедно с Камил Майчрзак и Ян Зелински.

## Кариера
Хуберт Хуркач играе в основната схема на Ролан Гарос и побеждава Тенис Сандгрен в първия кръг. Това е първата му победа на турнир от Големия шлем и на всяко събитие от основната схема на АТП. Той губи във втория кръг от третия поставен Марин Чилич в четири сета.
Той достига до номер 9 в света в класацията на сингъл на Асоциацията на професионалистите в тениса (ATP), което постигна за първи път през ноември 2021 г., това го прави най-високопоставеният поляк в историята на сингъл. Той печели седем титли на сингъл от ATP Тур, включително две титли от Мастърс 1000 на Маями Оупън през 2021 г. и Шанхай Мастърс през 2023 г., като става първият поляк, спечелил титла от ATP Мастърс 1000. Хуркач е най-високо класиран в ранглистата като световен номер 30 на двойки през юни 2022 г.

## Кариерна статистика

#### Титли оттурнири от сериите Мастърс(2)
| година | турнир         | съперник във финала | резултат            |
| ------ | -------------- | ------------------- | ------------------- |
| 2021   | Маями Оупън    | Яник Синер          | 7–6(7–4), 6–4       |
| 2023   | Шанхай Мастърс | Андрей Рубльов      | 6–3, 3–6, 7–6(10–8) |

#### Финали натурнири от сериите Мастърс(1)
| година | турнир       | съперник във финала | резултат      |
| ------ | ------------ | ------------------- | ------------- |
| 2022   | Канада Оупън | Пабло Кареньо Буста | 6–3, 3–6, 3–6 |

### ATP финали (8 титли; 12 финала)
|        | П–З | Година | Турнир                 | Клас         | Настилка   | Опонент             | Резултат                    |
| ------ | --- | ------ | ---------------------- | ------------ | ---------- | ------------------- | --------------------------- |
| Победа | 1–0 | 2019   | Уинстън-Сейлъм Оупън   | 250 серии    | Твърда     | Беноа Пер           | 6–3, 3–6, 6–3               |
| Победа | 2–0 | 2021   | Делрей Бийч Оупън      | 250 серии    | Твърда     | Себастиан Корда     | 6–3, 6–3                    |
| Победа | 3–0 | 2021   | Маями Оупън            | Мастърс 1000 | Твърда     | Яник Синер          | 7–6(7–4), 6–4               |
| Победа | 4–0 | 2021   | Мозел Оупън            | 250 серии    | Твърда (з) | Пабло Каренио Буста | 7–6(7–2), 6–3               |
| Победа | 5–0 | 2022   | Хале Оупън             | 500 серии    | Трева      | Даниил Медведев     | 6–1, 6–4                    |
| Загуба | 5–1 | 2022   | Канада Оупън (Монреал) | Мастърс 1000 | Твърда     | Пабло Каренио Буста | 6–3, 3–6, 3–6               |
| Победа | 6–1 | 2023   | Оупън 13               | 250 серии    | Твърда (з) | Бенжамен Бонзи      | 6–3, 7–6(7–4)               |
| Победа | 7–1 | 2023   | Шанхай Мастърс         | Мастърс 1000 | Твърда     | Андрей Рубльов      | 6–3, 3–6, 7–6(10–8)         |
| Загуба | 7–2 | 2023   | Суис Индорс            | 500 серии    | Твърда (з) | Феликс Оже-Алиасим  | 6–7(3–7), 6–7(5–7)          |
| Победа | 8–2 | 2024   | Ещорил Оупън           | 250 серии    | Клей       | Педро Мартинес      | 6–3, 6–4                    |
| Загуба | 8–3 | 2024   | Хале Оупън             | 500 серии    | Трева      | Яник Синер          | 6–7(8–10), 6–7(2–7)         |
| Загуба | 8–4 | 2025   | Женева Оупън           | 250 серии    | Клей       | Новак Джокович      | 7–5, , 6–7(2–7), , 6–7(2–7) |